# زرگان ابوفاضل
زرگان ابوفاضل، روستایی در دهستان زرگان بخش ویس شهرستان باوی در استان خوزستان ایران است. این روستا، مرکز دهستان زرگان است.

## جمعیت
بر پایه سرشماری عمومی نفوس و مسکن در سال ۱۳۹۵، جمعیت این روستا برابر با ۱٬۵۰۵ نفر (۴۳۲ خانوار) بوده است.